# Campeonato de España de Ciclismo en Ruta 2018
La CXVII edición del Campeonato de España de Ciclismo en Ruta se disputó el 24 de junio de 2018 en Castellón de la Plana con llegada a la población de Benicasim, por un recorrido duro que constó de 215 km.
La prueba fue ganada por el vasco Gorka Izagirre en solitario. Rompiendo de esta forma la racha del Movistar. En el podio le acompañaron Alejandro Valverde y Omar Fraile.

## Clasificación final
| \| Clasificación general \| Clasificación general \| Clasificación general \| Clasificación general \| Clasificación general \| \| Ciclista \| Ciclista \| Equipo \| Tiempo \| \| \| --------------------- \| --------------------- \| ----------------------------- \| --------------------- \| --------------------- \| \| 1.º \| Gorka Izagirre \| Bahrain-Merida \| 5 h 07 min 50 s \| \| \| 2.º \| Alejandro Valverde \| Movistar Team \| + 9 s \| \| \| 3.º \| Omar Fraile \| Astana \| + 9 s \| \| \| 4.º \| Luis León Sánchez \| Astana \| + 9 s \| \| \| 5.º \| Carlos Barbero \| Movistar Team \| + 9 s \| \| \| 6.º \| Dani Moreno \| EF Education First-Drapac \| + 9 s \| \| \| 7.º \| Paco Mancebo \| Inteja-Dominican cycling team \| + 9 s \| \| \| 8.º \| Jesús del Pino \| Efapel \| + 9 s \| \| \| 9.º \| Sergio Vega \| Trevigiani-Phonix-Hemus 1896 \| + 9 s \| \| \| 10.º \| Óscar Sevilla \| Medellín \| + 9 s \| \| |                    |                               |                 |
| |                    |                               |                 |
| |                    |                               |                 |
| Clasificación general |                    |                               |                 |
| Ciclista | Ciclista           | Equipo                        | Tiempo          |
| 1.º | Gorka Izagirre     | Bahrain-Merida                | 5 h 07 min 50 s |
| 2.º | Alejandro Valverde | Movistar Team                 | + 9 s           |
| 3.º | Omar Fraile        | Astana                        | + 9 s           |
| 4.º | Luis León Sánchez  | Astana                        | + 9 s           |
| 5.º | Carlos Barbero     | Movistar Team                 | + 9 s           |
| 6.º | Dani Moreno        | EF Education First-Drapac     | + 9 s           |
| 7.º | Paco Mancebo       | Inteja-Dominican cycling team | + 9 s           |
| 8.º | Jesús del Pino     | Efapel                        | + 9 s           |
| 9.º | Sergio Vega        | Trevigiani-Phonix-Hemus 1896  | + 9 s           |
| 10.º | Óscar Sevilla      | Medellín                      | + 9 s           |